# Roger Borsa
Roger Borsa (n. 1060/1061 – d. 22 februarie 1111) a fost un nobil normand din Dinastia Hauteville stabilit în sudul Italiei, devenit duce de Apulia și conducător efectiv al Italiei de sud de la 1085 până la moarte; spre deosebire de domnia tatălui și antecesorului său, cea a lui Roger a fost caracterizată mai degrabă prin anarhie feudală.

## Biografia
Roger era fiul ducelui Robert Guiscard de Apulia, cuceritor al sudului Italiei și al Siciliei cu cea de a doua soție a sa, longobarda Sichelgaita.
La moartea lui Guiscard, ambițioasa mamă a lui Roger Borsa a manevrat lucrurile astfel încât succesiunea să îi revină lui, în detrimentul fratelui său mai mare, Bohemund de Taranto, avut de Guiscard din prima sa căsătorie.
În 1073 Sichelgaita l-a proclamat moștenitor pe Roger imediat după ce a aflat că soțul ei, Robert Guiscard, era bolnav, la Trani. Un văr al lui Roger, Abelard a fost singurul baron care și-a manifestat opoziția față de numirea lui Roger, pretinzând că el însuși ar fi succesorul de drept. Roger l-a însoțit pe tatăl său într-o campanie în Grecia în 1084, împotriva Bizanțului. Astfle, el se afla în Grecia când Guiscard a încetat din viață în 17 iulie 1085, la Cefalonia. Deși se presupunea că Bohemund era cel care să moștenească posesiunile din Balcani, iar Roger pe cele din Italia, întâmplarea a făcut ca, la moartea lui Guiscard, Bohemund să se afle în Italia (la Salerno), iar Roger în Grecia (la Bundicia).
Roger s-a alăturat mamei sale, la Cefalonia, absența sa din fruntea trupelor normande din Balcani cauzând, potrivit cronicii lui Goffredo Malaterra, panică și confuzie în rândul armatei. Cei doi s-au întors imediat în peninsulă și, fiind susținut de fratele mai mic al lui Guiscard, contele Roger I de Sicilia, Roger Borsa a fost recunoscut ca duce în septembrie. Moștenirea sa longobardă (din partea Sichelgaitei) îl făcea pe Borsa un candidat mai atractiv decât fratele său vitreg, Bohemund, care s-a văzut nevoit să caute adăpost la Capua. Având susținerea principelui Iordan I de Capua de Capua, Bohemund s-a revoltat împotriva fratelui său și a capturat Oria, Otranto și Taranto. Cu toate acestea, s-a ajuns la încheierea păcii între cei doi frați vitregi în martie 1086, cei doi acționând ca co-guvernatori ai ducatului. La finele verii 1087, Bohemund a reluat războiul însă, având sprijinul unora dintre vasalii lui Borsa. El l-a atacat prin surprindere și l-a înfrânt pe Roger la Fragneto, recucerind Taranto. Deși descris ca fiind un puternic războinic (el a reușit să captureze orașele Benevento, Canosa, Capua și Lucera prin asediu), Roger Borsa nu a fost niciodată în stare să oprească ascensiunea lui Bohemund sau să îl aducă la supunere. Războiul a fost în cele din urmă încheiat prin medierea papei Urban al II-lea, prin acordarea Taranto și a altor posesiuni lui Bohemund. De asemenea, Roger i-a conferit fratelui său Cosenza și alte posesiuni în regim alodial. În 1089 Roger Borsa a fost oficial învestit cu ducatul de Apulia de către papa Urban al II-lea.
Roger a permis emiterea de monedă proprie de către cel puțin doi dintre baronii săi (Fulco de Basacers și viceducele Manso). El a plănuit urbanizarea Italiei sudice prin acordarea de hrisoave către diferite orașe și încurajarea planurilor de urbanizare a acestora. În 1090, alături de papa Urban al II-lea, el l-a încurajat pe Bruno de Cologne, fondator al Ordinului cartuzian să accepte alegerea ca arhiepiscop de Reggio di Calabria.
În mai 1098, la solicitarea vărului său, principele Richard al II-lea de Capua, Borsa și unchiul său, contele Roger de Sicilia au asediat Capua, de unde Richard fusese înlăturat de la putere și exilat. În schimbul acestui sprijin, Borsa a primit omagiu din partea lui Richard, deși se pare că nu a făcut uz de aceasta, dat fiind că succesorii acestuia nu au acordat atenție poziției de senior a lui Roger Borsa. Capua a capitulat după 40 de zile de asediu, în condițiile în care Papa Urban al II-lea venise să se întâlnească cu Roger de Sicilia, iar arhiepiscopul Anselm de Canterbury se întâlnise și el cu suveranul pontif în vederea încheierii păcii.
În octombrie 1104 Roger l-a asediat pe contele Guillaume de Monte Sant'Angelo, care la acel moment era independent față de puterea normandă centrală și chiar manifesta obediență față de bizantini, și l-a alungat din Gargano, abolindu-i comitatul.
În 1092 Roger Borsa s-a căsătorit cu Adela de Flandra, fiică a contelui Robert I de Flandra, văduvă a regelui Canut al IV-lea al Danemarcei. Borsa a fost succedat de fiul său, Guillaume al II-lea. Totuși, Guillaume s-a dovedit a fi un suveran slab ca guvernator, iar teritoriul Apuliei va fi până la urmă moștenit de către un văr, Roger al II-lea al Siciliei.
Una dintre sursele primare pentru domnia lui Roger Borsa este opera lui Guglielmo de Apulia, care și-a dedicat cronica atât lui Robert Guiscard, cât și lui Roger.